# بل مور
بل مور (انگلیسی: Belle Moore; ۲۳ اکتبر ۱۸۹۴ – ۷ مارس ۱۹۷۵) شناگر اهل بریتانیا بود.
وی در مسابقات کشوری و بین‌المللی در مجموع برندهٔ ۱ مدال طلا شده‌است.